# Нікорник попелястий
Ніко́рник попелястий (Apalis chirindensis) — вид горобцеподібних птахів родини тамікових (Cisticolidae). Мешкає в Мозамбіку та Зімбабве.

## Підвиди
Виділяють два підвиди:
- A. c. vumbae Roberts, 1936 — схід Зімбабве;
- A. c. chirindensis Shelley, 1906 — південний схід Зімбабве, захід Мозамбіку.

## Поширення і екологія
Попелясті нікорники живуть у вологих гірських і рівнинних тропічних лісах.